# ریوکو توکونو
ریوکو توکونو (انگلیسی: Ryoko Tokuno؛ زادهٔ ۲۷ اوت ۱۹۷۴) بازیکن والیبال ساحلی زن اهل ژاپن بود.